# Joseph Champlin Stone

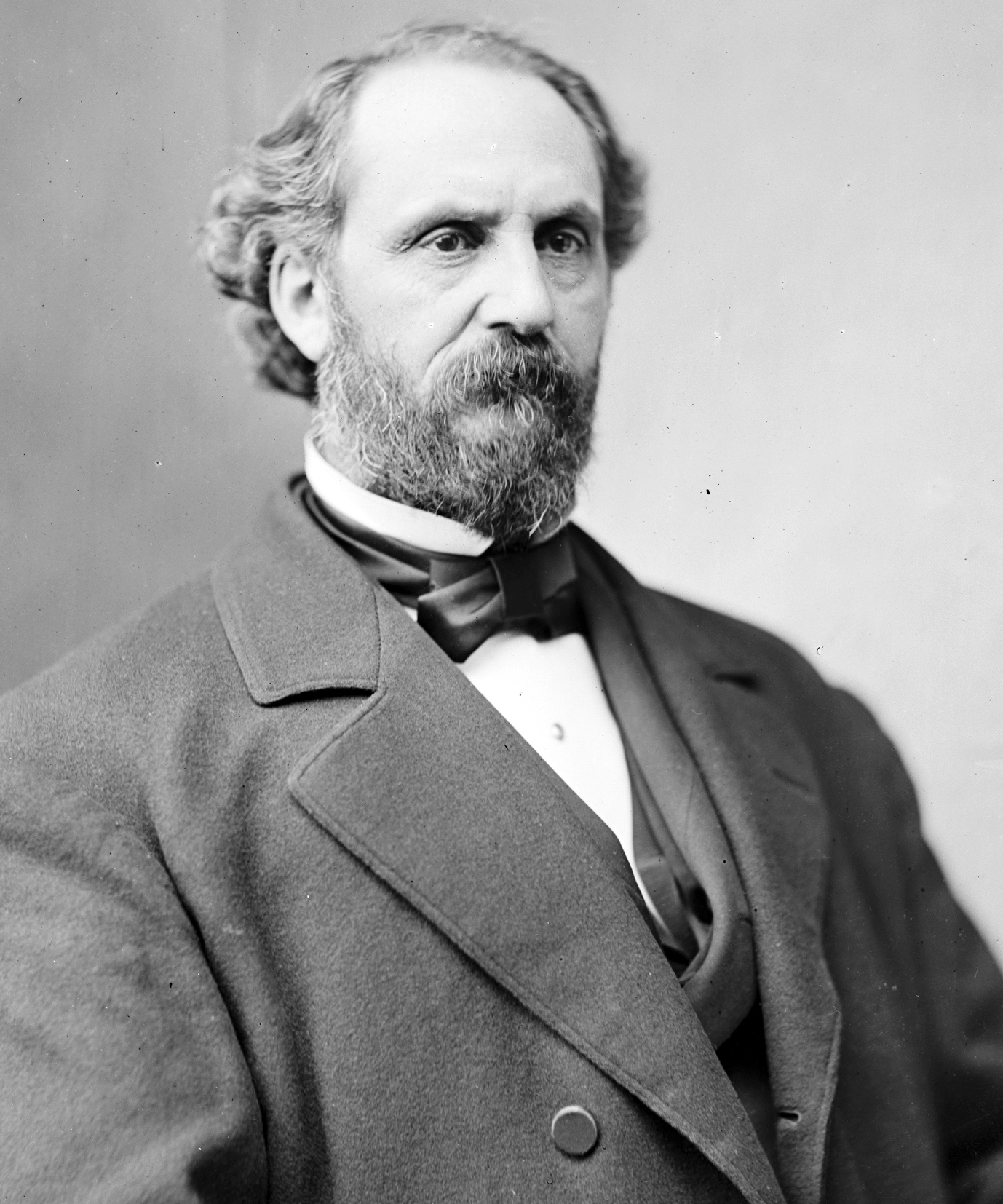
Joseph Champlin Stone

Joseph Champlin Stone (* 30. Juli 1829 in Westport, Essex County, New York; † 3. Dezember 1902 in Burlington, Iowa) war ein US-amerikanischer Politiker. Zwischen 1877 und 1879 vertrat er den Bundesstaat Iowa im US-Repräsentantenhaus.

## Werdegang
Im Jahr 1844 kam Joseph Stone in das damalige Iowa-Territorium. Dort besuchte er die öffentlichen Schulen. Anschließend studierte er bis 1854 an der Saint Louis University in Missouri Medizin. Nach seiner Zulassung als Arzt begann er in seinem neuen Beruf zu arbeiten. Während des Bürgerkrieges stieg er in der Armee der Union vom einfachen Soldaten bis zum Hauptmann auf. Nach dem Krieg arbeitete er in Burlington (Iowa) als Arzt.
Politisch war Stone Mitglied der Republikanischen Partei. Bei den Kongresswahlen des Jahres 1876 wurde er im ersten Wahlbezirk von Iowa in das US-Repräsentantenhaus in Washington, D.C. gewählt. Dort trat er am 4. März 1877 die Nachfolge von George Washington McCrary an. Bis zum 3. März 1879 absolvierte er eine Legislaturperiode im Kongress. Nach dem Ende seiner Zeit im Repräsentantenhaus setzte Stone seine medizinische Tätigkeit fort. Er starb am 3. Dezember 1902 in Burlington und wurde dort auch beigesetzt.